# Pristaulacus karinulus
Pristaulacus karinulus är en stekelart som beskrevs av Smith 2001. Pristaulacus karinulus ingår i släktet Pristaulacus och familjen vedlarvsteklar. Inga underarter finns listade i Catalogue of Life.